# Avicularia leporina
Avicularia leporina är en spindelart som först beskrevs av Carl Ludwig Koch 1841.  Avicularia leporina ingår i släktet Avicularia och familjen fågelspindlar. Inga underarter finns listade.